# Ichthyoxenus expansus
Ichthyoxenus expansus är en kräftdjursart som beskrevs av Van Name 1920. Ichthyoxenus expansus ingår i släktet Ichthyoxenus och familjen Cymothoidae. Inga underarter finns listade i Catalogue of Life.